# Жмурко, Пётр Трофимович
Пётр Трофимович Жмурко (22.04.1922 — 15.09.1999) — инженер — горный металлург, заместитель министра цветной металлургии СССР, лауреат Государственной премии СССР.
Родился в селе Степашки Гайсинского района Винницкой области. С 1929 года жил в Красноярском крае, куда был сослан его раскулаченный отец.
В 1940 году поступил в Красноярский педагогический институт. Через месяц учёбы (в ноябре) был арестован, осуждён на 5 лет ИТЛ по статье 58-10 (контрреволюционные действия). В 1941 году отправлен в Норильлаг. Работал горнорабочим и машинистом электровоза. Освобождён в ноябре 1945 года.
В 1948 году окончил Норильский горно-металлургический техникум, после чего работал начальником подземного участка. В 1953 направлен в Ленинград для учёбы, в 1956 году окончил Ленинградский горный институт и был назначен главным инженером рудника 7/9 (будущий «Заполярный»).
В 1958-1971 зам. главного инженера, главный инженер по подземным работам, начальник горнорудного управления НГМК. В 1971—1974 заместитель директора Норильского горно-металлургического комбината по горным работам.
В 1974-1975 заместитель начальника Главка медной промышленности (Главмедь). С 1975 года заместитель министра цветной металлургии СССР, начальник «Союззолота». Снят с должности в 1982 году за поддержку старательских золотодобывающих артелей. После этого работал заместителем начальника Союзмеди, а затем инженером в производственном управлении Минцветмета.
Награждён орденами Ленина и Октябрьской Революции, золотой и серебряной медалями ВДНХ. Лауреат Государственной премии СССР (1979). Почётный гражданин Норильска (1982).
Умер 15 сентября 1999 года в Москве.